# Storön (vid Torsö, Raseborg)
Storön med Granholmen är en ö i Finland. Den ligger i Finska viken och i kommunen Raseborg i den ekonomiska regionen  Raseborg i landskapet Nyland, i den södra delen av landet. Ön ligger omkring 76 kilometer väster om Helsingfors.
Öns area är 60,3 hektar och dess största längd är 1,5 kilometer i sydväst-nordöstlig riktning.

## Delöar och uddar
- Storön 59°54′41″N 23°39′28″Ö / 59.91125°N 23.6579°Ö
- Londholmen 59°54′52″N 23°39′08″Ö / 59.91438°N 23.65223°Ö (udde)
- Granholmen 59°54′25″N 23°39′01″Ö / 59.90708°N 23.65036°Ö